# Середньословацька область
Середньословацька область (словац. Stredoslovenský kraj) — колишня адміністративно-територіальна одиниця Словаччини в складі Чехословаччини утворена в липні 1960 року на основі нової конституції. Це була найбільша область ЧССР, її площа становила 17,976 тисяч км². Населення 1 581 000 чоловік (1986). Адміністративний центр — місто Банська Бистриця.
Велика частина території області була зайнята хребтами Західних Карпат, розділених численними улоговинами, які зрошуювалися головним чином річками Ваг і Грон.
З утворенням у 1993 році незалежної Словаччини, в країні утворився новий адміністративно-територіальний поділ.

## Економіка
Середньословацька область була розвинутим індустріальним районом. На область припадало близько 8% промислової та понад 7% сільськогосподарської продукції країни (понад 1/3 промислового виробництва республіки). Це були видобуток бурого вугілля, лігніту, магнезиту (Римавска-Собота), поліметалів. ТЕС Новаки, каскад ГЕС на річці Ваг. Чорна та кольорова металургія (якісна сталь — Подбрезова, феросплави — Мокрадь, Істебне), машинобудування, переважно транспортне (мотоцикли, електровози, вагони тощо), виробництво підшипників, електронна (у тому числі телевізори), деревообробна промисловість (Зволен, Банська Бистриця, Туранов, Жиліна, Мартін), підприємства будматеріалів, текстильної та харчової промисловості.
У горах на природних пасовищах розводили велику рогату худобу і овець (більша частина поголів'я країни). У долинах вирощували жито, ячмінь, картоплю, на півдні області, в улоговинах і в передгір'ях вирощували кукурудзу, пшеницю, буряк, тютюн; було розвинене виноградарство. 
Через територію області пролягла залізнична магістраль, що зв'язувала СРСР і ЧССР. 